# Среднечулымское наречие
Среднечулы́мское наречие — тюркский идиом хакасской группы. Фактически является диалектом хакасского языка и приближается к кызыльскому его диалекту.
Несмотря на то, что так называемый нижнечулымский диалект относится к северноалтайской группе и их большую географическую удаленность друг от друга, традиционно описывается как «среднечулымский диалект чулымского языка».

## Сведения
В среднечулымском наречии выделяются следующие диалекты (или говоры):
- мелетский — деревня Пасечное Тюхтетского района Красноярского края;
- тутальский (иногда особо выделяется также верхнечулымский, максимально сближающийся с кызыльским диалектом хакасского языка) — река Чулым; Томская область, Красноярский край.

На данный момент число носителей неизвестно. До недавней поры идиом считался исчезающим, однако известно с 2008 года о движении по возрождению языка, организованном жителем деревни Пасечное Александром Федоровичем Кондияковым. В восстановлении языка также принимает участие преподавательница (на тот момент аспирантка) Томского государственного педагогического университета Валерия Лемская.
Как все хакасские языки, среднечулымский пратюркское -d- отражает как -z-: азақ 'нога' (в нижнечулымском айак).
Первичные долгие гласные сохранены в односложных и некоторых двусложных словах. Автоматическое удлинение гласного наблюдается при образовании притяжательных форм существительного.
Противопоставление звонких и глухих согласных в абсолютном начале и конце слова снято в пользу глухих, в то время как в интервокальной позиции глухие последовательно озвончаются.
Числительные ‘80’ и ‘90’ имеют формы, отличные от остальных хакасских: сексон, тоқсон (хакасское сигізон, тоғызон, мрасское сегизон, тоғузон) — изоглосса с халаджским, нижнечулымским, кыпчакскими (кроме южноалтайского), карлукскими и огузскими.
Начальное тюркское j- в среднечулымском имеет во всех позициях шипящие рефлексы: чӓр — шӓр 'земля', чамығ — шамығ 'кожа'.

### Различия между тутальским и мелетским
Различия между тутальским и мелетским говорами проявляются в чередовании согласных:
- тутальскому ш/ж соответствует мелетское с/з: шық — сық 'выходи', кижи — кизи 'человек', қуш — қус 'птица';
- тутальскому ч соответствует мелетское ш: чач — шаш 'волосы';
- тутальскому в соответствует мелетское б/п: қавырға — қабырға 'ребро', ақвос — ақпус 'белый';
- в мелетском более последовательно происходит выпадение слабых интервокальных согласных, с образованием долгого гласного: суғак — сōк 'холод'.